# Smoke (filme)
Smoke (bra: Cortina de Fumaça; prt: Fumo) é um filme independente estadunidense de 1995, realizado por Wayne Wang e Paul Auster.  A história original foi escrita por Paul Auster, que também escreveu o argumento. O filme foi produzido por Greg Johnson, Peter Newman [en], Kenzo Horikoshi e Hisami Kuroiwa [en]. No elenco constam nomes com Harvey Keitel, William Hurt, Stockard Channing, Harold Perrineau Jr., Giancarlo Esposito, Ashley Judd e Forest Whitaker.

## Enredo
O filme acompanha a vida de vários personagens interligados por frequentarem uma pequena tabacaria no Brooklyn, em Nova Iorque, gerenciada por Augustus "Auggie" Wren. Auggie fotografa a loja todas as manhãs às 8h, do outro lado da rua, e organiza as fotos em álbuns. Paul Benjamin, um escritor recém viúvo, passa uma noite com Auggie e inicialmente desdenha do projeto fotográfico, dizendo que as fotos "são todas iguais". Auggie responde que, apesar de parecerem semelhantes, cada imagem captura um momento único. Ele sugere que Paul "desacelere", e Paul concorda. Ao ver a esposa falecida em uma das fotos, Paul se emociona.
No dia seguinte, Paul, distraído ao atravessar a rua, é salvo de ser atropelado por um caminhão por Rashid, um jovem negro. Como agradecimento, Paul o convida para ficar em seu apartamento. Rashid aceita, mas irrita Paul ao fazer barulho e quebrar louças enquanto ele escreve. Paul pede que Rashid saia, e ele obedece. Mais tarde, a tia de Rashid visita Paul, exigindo saber por que o jovem estava com ele. Ela revela que o verdadeiro nome de Rashid é Thomas, que ele vem de um contexto desfavorecido e que está afastado do pai desde a infância. A tia menciona que o pai de Rashid, Cyrus Cole, foi visto recentemente em um posto de gasolina fora da cidade.
Rashid localiza o pai, Cyrus, em seu posto de gasolina, que ele desenha em esboços. Cyrus, sem reconhecer o filho, faz amizade com Rashid e o contrata para trabalhos de reforma. Rashid esconde sua identidade, apresentando-se como Paul Benjamin. Cyrus tem um braço protético, resultado de um acidente de carro que matou sua esposa (mãe de Rashid). Cyrus conta a Rashid que dirigia embriagado [en]  e que o braço artificial é um lembrete divino para melhorar. Rashid deixa o posto sem se revelar.
De volta ao apartamento de Paul, Rashid lhe dá um televisor usado como presente. Quando tenta partir, Paul o impede e insiste que ele ligue para a tia, tranquilizando-a. Paul descobre quase 6 mil dólares escondidos por Rashid no apartamento. Confrontado, Rashid admite que roubou o dinheiro de assaltantes, explicando por que está se escondendo. Paul o convence a devolver o dinheiro, mas Rashid desaparece sem explicações. Paul e Auggie encontram Rashid no posto de Cyrus. Rashid revela sua identidade, e Cyrus, após rejeitá-lo inicialmente, se reconcilia com o filho após um colapso emocional. Rashid é contratado para trabalhar na loja de Auggie.
Auggie importa uma caixa de charutos cubanos por 5 mil dólares, todo o seu dinheiro, para vender a autoridades da cidade. Rashid, deixado sozinho na loja, estraga os charutos ao deixar uma pia transbordar. Para manter o emprego, ele dá a Auggie os 5 mil dólares. Auggie hesita, mas aceita. Ruby McNutt, ex-namorada de Auggie, visita a loja e pede dinheiro para custear a reabilitação [en] de Felicity, uma jovem grávida e viciada que ela diz ser filha de Auggie. Auggie entrega os 5 mil dólares de Rashid a Ruby, mas, ao perguntar se Felicity é realmente sua filha, recebe uma resposta ambígua.
Paul conta a Auggie que foi convidado pelo The New York Times a escrever um conto para publicação no Natal. Com bloqueio criativo, Paul ouve Auggie oferecer a "melhor história de Natal que já ouviu" em troca de um almoço. Auggie narra uma história comovente sobre passar o Natal com uma avó cega que o confunde com o neto e depois finge acreditar que ele é. Após a avó adormecer, Auggie encontra câmeras roubadas no banheiro e pega uma. Semanas depois, arrependido, tenta devolver a câmera, mas descobre que a avó faleceu, tendo passado seu último Natal com ele. Paul gosta da história, mas suspeita que Auggie a inventou.
Durante e após os créditos finais, a história de Auggie é encenada em uma sequência em preto e branco, com a trilha sonora de "Innocent When You Dream [en]", de Tom Waits.

## Elenco
| Ator/Atriz             | Personagem                                                 |
| ---------------------- | ---------------------------------------------------------- |
| William Hurt           | Paul Benjamin                                              |
| Harvey Keitel          | Augustus "Auggie" Wren                                     |
| Stockard Channing      | Ruby McNutt                                                |
| Harold Perrineau       | Thomas "Rashid" Cole (creditado como Harold Perrineau Jr.) |
| Jared Harris           | Jimmy Rose                                                 |
| Giancarlo Esposito     | Tommy Finelli, Homem da OTB #1                             |
| José Zúñiga [en]       | Jerry, Homem da OTB #2                                     |
| Stephen Gevedon [en]   | Dennis, Homem da OTB #3                                    |
| Ashley Judd            | Felicity McNutt                                            |
| Forest Whitaker        | Cyrus Cole                                                 |
| Malik Yoba [en]        | The Creeper                                                |
| Victor Argo [en]       | Vinnie                                                     |
| Daniel Auster          | Ladrão de Livro                                            |
| Deirdre O'Connell [en] | Sue, a Garçonete                                           |
| Michelle Hurst         | Tia Em                                                     |
| Erica Gimpel           | Doreen Cole                                                |
| Mary B. Ward           | April Lee                                                  |
| Clarice Taylor [en]    | Avó Ethel                                                  |

## Roteiro
O argumento é baseado num artigo de opinião intitulado Auggie Wren's Christmas Story, publicado no jornal The New York Times por Paul Auster em 25 de dezembro de 1990.

## Recepção

### Público
Estreou em 4 salas (incluindo duas em Nova Iorque e uma em Los Angeles) e arrecadou 70.744 dólares no primeiro fim de semana. O filme arrecadou 8 milhões de dólares nos Estados Unidos e no Canadá e 30 milhões de dólares a nível internacional.

### Crítica
No agregador de críticas Rotten Tomatoes, o filme tem uma classificação de 88% com base em 34 críticas. O consenso resume: “Smoke atrai um conjunto estelar, prende a atenção do público com uma mistura robusta de histórias interligadas, e envia os espectadores para fora com um prazer elevado".
O crítico estadunidense Roger Ebert escreveu para o jornal Chicago Sun-Times deu para o filme três estrelas de quatro e acrescentou que "o filme é uma criação delicada, sem grande conclusão ou retorno. Ao vê-lo, senti-me no momento: Era sobre estas pessoas a vaguearem perdidas pelas suas vidas. Depois, senti-me bem com elas." Jason Korsner, fez uma crítica para a BBC, e deu quatro de cinco estrelas e anotou que “Smoke não é nada de tão digno como possa parecer e, embora o ritmo possa parecer um pouco lento, os desempenhos naturais fazem desta deliciosa peça de conjunto um estudo divertido e caloroso de alguns dos aspectos mais positivos da natureza humana."
José Geraldo Couto escreveu sobre o filme para o jornal Folha de S.Paulo tendo uma abordagem positiva, destacando a originalidade e o humanismo do filme. Couto contrasta a abordagem de Paul Auster e Wayne Wang com o cinema convencional estadunidense, elogiando a escolha por uma narrativa episódica e detalhista que dá profundidade aos personagens, em vez de priorizar uma trama rígida. O crítico cinematográfico Tiago Belotti classificou o filme como "meditativo, introspectivo, sutil, atmosférico e silenciosamente profundo" classificando-o com uma nota 8,2 de 10.

## Prêmios
| Ano       | Prêmio                                     | Categoria                      | Recipiente(s)             | Resultado | Ref.   |
| --------- | ------------------------------------------ | ------------------------------ | ------------------------- | --------- | ------ |
| 1995 [en] | Festival Internacional de Cinema de Berlim | Urso de Prata                  | Wayne Wang                | Venceu    | [ 18 ] |
| 1995      | Prêmio Bodil                               | Melhor filme estadunidense     |                           | Venceu    | [ 19 ] |
| 1995      | Prêmio do Cinema Alemão                    | Melhor filme estrangeiro       |                           | Venceu    | [ 20 ] |
| 1996 [en] | MTV Movie Awards                           | Melhor sanduíche em um filme   | Sanduíche de fiambre [en] | Venceu    | [ 21 ] |
| 1996 [en] | Prêmio Independent Spirit                  | Melhor roteiro de estreia [en] | Paul Auster               | Venceu    | [ 22 ] |
| 1996 [en] | Prêmio Independent Spirit                  | Melhor ator coadjuvante        | Harold Perrineau Jr.      | Indicado  | [ 23 ] |
| 1996      | Prémios Screen Actors Guild                | Melhor atriz coadjuvante       | Stockard Channing         | Indicado  | [ 24 ] |

## Sequência
O filme foi seguido por Blue in the Face, uma espécie de sequela que continua a seguir algumas das personagens e introduz várias novas. A produção da sequência contou com nomes como Lou Reed, Madonna e Michael J. Fox.

## Legado
O personagem Augustus “Auggie” Wren (interpretado por Harvey Keitel) é inspirado no proprietário real do Augie's Jazz Bar, que encerrou suas atividades em 1998. Quando o estabelecimento reabriu em 1999, os novos proprietários não puderam manter o nome do antigo estabelecimento. Para honrar o seu legado, deram ao novo clube o nome do filme de 1995.
Uma cópia em video home system (VHS) do filme pode ser vista em cima do televisor durante o final da festa em casa do filme de terror Scream, de 1996.